# Mad World
Mad World – piosenka brytyjskiego zespołu Tears for Fears. Została napisana przez Rolanda Orzabala. Jest to trzeci singel grupy, a także ich pierwszy przebój. Zdobył 3. miejsce na UK Singles Chart w listopadzie 1982. Piosenka znalazła się na debiutanckiej płycie zespołu – The Hurting. Utwór trafił do Top 40 w kilku innych krajach w 1982 i 1983 roku.
Dwie dekady później piosenka znów stała się popularna za sprawą dwóch kompozytorów: Michaela Andrewsa i Gary’ego Julesa. Artyści wykonali cover, wykorzystany na ścieżce dźwiękowej do filmu Donnie Darko. Nowa wersja przeboju stała się numerem 1 na brytyjskiej liście w grudniu 2003.

## Teledysk
Promocyjny klip do „Mad World” został nakręcony późnym latem 1982 roku. Był to pierwszy teledysk zespołu. Przedstawia on Curta Smitha spoglądającego przez okno na Rolanda Orzabala, wykonującego dziwaczny taniec na molo nad jeziorem. Reżyserem klipu był Clive Richardson, współpracujący wówczas również z Depeche Mode.

## Inne wersje utworu
W ciągu kilkudziesięciu lat utwór wykonywało wielu artystów, m.in.:
- francuski muzyk Nicola Sirkis, lider zespołu Indochine na solowej płycie Dans La Lune... (1992),
- amerykański zespół Kill Switch...Klick na składance New Wave Goes To Hell (1998),
- amerykański zespół alternatywny Finch na EP Rolling Stone Acoustic Session (2002),
- brytyjska piosenkarka Alex Parks na debiutanckiej płycie Introduction (2003),
- niemiecki zespół punkrockowy Die Toten Hosen na DVD z nagraniem koncertu Rock am Ring 2004 (2004),
- polski zespół wykonujący rock gotycki – Closterkeller na EP Reghina (2004),
- niemiecki chór męski Gregorian na albumie Masters of Chant Chapter VI (2007),
- amerykański projekt muzyczny Postmodern Julkebox wykonał cover tej piosenki stylizując go na lata 60-te (śpiewali Gary Jules ucharakteryzowany na clowna i Haley Reinhart) (2015),
- Amerykański zespół Twenty One Pilots (2015).